# University of Florida Women's Volleyball
La University of Florida Women's Volleyball è la squadra pallavolo femminile appartenente alla University of Florida, con sede a Gainesville (Florida): milita nella Southeastern Conference della NCAA Division I.

## Record
| Piazzamento          |    | Edizione |
| -------------------- | -- | --- |
| Tornei NCAA          | 35 | Finale: 2 2003, 2017 |
| Tornei NCAA          | 35 | Semifinali: 6 1992, 1993, 1996, 1997, 1998, 2002 |
| Tornei NCAA          | 35 | Elite Eight: 9 1991, 1995, 1999, 2001, 2005, 2011, 2014, 2015, 2020                                                                                            |
| Tornei NCAA          | 35 | Sweet Sixteen: 14 1987, 1994, 2000, 2006, 2007, 2008, 2009, 2010, 2012, 2018, 2019, 2021, 2022, 2024                                                           |
| Tornei NCAA          | 35 | Secondo turno: 4 2004, 2013, 2016, 2023 |
| Titoli di conference | 22 | Southeastern Conference: 22 1992, 1993, 1994, 1995, 1996, 1998, 1999, 2000, 2001, 2002, 2003, 2005, 2006, 2007, 2008, 2010, 2012, 2014, 2016, 2017, 2019, 2022 |

## Conference
- Southeastern Conference: 1984-

## National Freshman of the Year
- Kelly Murphy (2008)
- Živa Recek (2012)

## National Coach of the Year
- Mary Wise (1992, 1996, 2017)

## All-America

### First Team
- Gudula Staub (1991, 1992)
- Aycan Gökberk (1993, 1995)
- Nina Foster (1997)
- Jenny Manz (1998)
- Áurea Cruz (2001, 2002, 2003)
- Jane Collymore (2005)
- Angela McGinnis (2006)
- Kelly Murphy (2010, 2011)
- Chloe Mann (2012, 2013)
- Alexandra Holston (2014)
- Rhamat Alhassan (2015, 2017)
- Kennedy Martin (2024)

### Second Team
- Heidi Anderson (1992)
- Ashley Mullis (1995)
- Aurymar Rodriguez (1996)
- Jenny Wood (1996)
- Jennifer Sanchez (1998)
- Jenny Manz (1999)
- Benavia Jenkins (2001, 2003)
- Nicole McCray (2002)
- Sherri Williams (2002)
- Amber McCray (2006)
- Angela McGinnis (2007)
- Kelly Murphy (2009)
- Kristy Jaeckel (2011)
- Rhamat Alhassan (2014)
- Alexandra Holston (2016)
- Shainah Joseph (2017)
- Carli Snyder (2017)
- T'ara Ceasar (2020)
- Marlie Monserez (2021)
- Kennedy Martin (2023)

### Third Team
- Benavia Jenkins (2002)
- Jane Collymore (2004)
- Angela McGinnis (2005)
- Marcie Hampton (2007)
- Kelly Murphy (2008)
- Mackenzie Dagostino (2014)
- Alexandra Holston (2015)
- Rhamat Alhassan (2016)
- Rachael Kramer (2017)
- Thayer Hall (2019)
- Lauren Forte (2020)
- Marina Markova (2022)
- Alexis Stucky (2022)

## Allenatori
- Marilyn McReavy: 1984-1990
- Mary Wise: 1991-